# Brooke McClymont
Brooke Maree McClymont (16 de Maio de 1981, Grafton, Nova Gales do Sul) é uma cantora e compositora australiana.

## Discografia

### Singles
| Ano  | Canção                  | Posições na paradas musicais | Álbum |
| Ano  | Canção                  | Australia                    | Álbum |
| ---- | ----------------------- | ---------------------------- | ----- |
| 2002 | "I Can't Wait"          | 49                           | -     |
| 2002 | "I Don't Think, I Know" | 45                           | -     |